# Боуэн, Джеймс
Боуэн, Джеймс (англ. James Bowen, 1751−1835) — британский торговый капитан, впоследствии офицер Королевского флота и «жёлтый» адмирал.

## Биография
Родился в Илфракуме (Девон), сын судовладельца-капитана. Вслед за отцом пошёл в торговый флот, и к 1776 году сам поднялся до капитана. На момент начала Американской войны за независимость служил в Королевском флоте мастером фрегата HMS Artois, затем HMS Druid и линейного корабля HMS Cumberland (74). После самостоятельного командования таможенным куттером Wasp, в 1789 году был назначен агентом-инспектором транспортов в Темзе.
В 1793 году, в начале Французских революционных войн, эрл Хау затребовал его мастером на свой флагман, HMS Queen Charlotte. Боуэн отличился в день Первого июня, и в знак уважения офицеры флота выбрали его своим призовым агентом. Когда лорд Хау сказал, что Боуэн может просить всего, что лично в его силах, тот ответил, что хочет лейтенантский патент. Хау напомнил ему, что тогда он становится, в его немолодом возрасте, последним лейтенантом во флотском списке. Но Боуэн, понимая что иначе дальнейшее продвижение ему закрыто, настаивал. Не прошло и года, он был уже первым лейтенантом Queen Charlotte. За свою роль в бою Бридпорта 23 июня 1795 года он был произведён в коммандеры, и быстро достиг полного капитанства. Командовал HMS Prince George (98), HMS Thunderer (74) и HMS Argo (44), на последнем ходил в Алжир с миссией освобождения христианских пленников. Миссия закончилась успешно. Ко времени Амьенского мира он командовал морскими силами Британии у берегов Западной Африки.
Вскоре после возобновления войны в 1803 году капитан Боуэн был назначен членом (комиссаром) Транспортного комитета. В 1809 году, будучи агентом на борту, он командовал флотилией транспортов, эвакуировавших потрёпанную армию генерала Мура из Коруньи, из-под носа у маршала Сульта. За это достижение он удостоился благодарности обеих палат Парламента. В 1816 году стал комиссаром флота и членом Военно-морского комитета, что вполне соответствовало его заслугам и опыту. Вышел в отставку в 1825 году сверхсписочным (в просторечии «жёлтым») адмиралом.
Джеймс Боуэн умер 27 апреля 1835 года в своём родном городке Илфракум. У него было два сына и четыре дочери. Сыновья (Джеймс и Джон) вслед за отцом пошли на флот, и оба были произведены в капитаны в 1805 году.

## Память
Хотя Боуэн и не был лордом Адмиралтейства, его имя занесено на карту мира. В честь него были названы остров в районе Ванкувера (Bowen Island), пролив (Bowen strait) и гавань (Port Bowen) в Австралии.